# Kosova
Kosova är en by (estniska: küla) i Põlva kommun i landskapet Põlvamaa i sydöstra Estland. Byn ligger vid Riksväg 45, direkt norr om småköpingen Ahja, vid gränsen mot landskapet Tartumaa.
I kyrkligt hänseende hör byn till Võnnu församling inom den Estniska evangelisk-lutherska kyrkan.
Före kommunreformen 2017 hörde byn till dåvarande Ahja kommun.